# Championnats du monde de tir 1904
Navigation
Édition précédente Édition suivante
Les championnats du monde de tir 1904, huitième édition des championnats du monde de tir, ont eu lieu à Lyon en 1904.